# Złotka vs Reprezentacja Polski w Piłce Siatkowej
Złotka vs Reprezentacja Polski w Piłce Siatkowej Kobiet - mecz towarzyski między byłymi a obecnymi reprezentantkami Reprezentacji Polski w piłce siatkowej kobiet, rozegrany w dziesiątą rocznicę zdobycia tytułu Mistrza Europy w piłce siatkowej kobiet przez polską reprezentację. Mecz odbył się 23 września 2013 w hali Gdynia Arena w Gdyni.
W drużynie „Złotek” symbolicznie wystąpiła Liliana, córka Agaty Mróz-Olszewskiej, zmarłej w 2008 r. zdobywczyni m.in. złotego medalu z 2003 r.. W składzie „Złotek” była również Katarzyna Skowrońska-Dolata, która jednak nie zagrała z powodu kontuzji. Zawodniczka wcieliła się za to w rolę sędziego liniowego i komentatora telewizyjnego. Jako sędziowie liniowi przez pewien czas w 4. secie wystąpiły również Małgorzata Niemczyk i Dominika Leśniewicz.
Z powodu choroby drużyny z 2003 r. nie mógł poprowadzić trener Andrzej Niemczyk, zastąpił go jego asystent na tamtych mistrzostwach, późniejszy trener kadry, Alojzy Świderek.
W trakcie 4. seta Małgorzata Glinka-Mogentale wystąpiła na parkiecie na nietypowej dla siebie pozycji środkowej.

## Składy
| „Złotka” | 2:2 (28:26, 25:22, 11:25, 20:25) | Kadra |

| Skład zespołu „Złotek”: | Skład zespołu Kadry: |
| --- | --- |

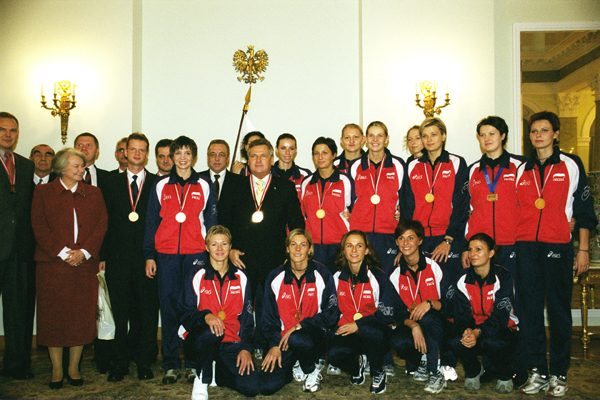
Złota reprezentacja na spotkaniu z prezydentem Aleksandrem Kwaśniewskim w 2003

| Małgorzata Glinka-Mogentale, Magdalena Śliwa, Izabela Bełcik, Mariola Zenik, Anna Podolec, Natalia Bamber-Laskowska, Dominika Leśniewicz, Maria Liktoras, Joanna Mirek, Małgorzata Niemczyk, Sylwia Pycia, Milena Rosner, Dorota Świeniewicz, Aleksandra Jagieło | Zuzanna Efimienko, Natalia Gajewska, Anna Grejman, Tamara Kaliszuk, Patrycja Polak, Aleksandra Wójcik, Katarzyna Połeć, Kinga Kasprzak, Milena Radecka, Agnieszka Kąkolewska, Agata Durajczyk, Ewa Śliwińska. |
| trener: Alojzy Świderek (w zastępstwie Andrzeja Niemczyka) | trener: Piotr Makowski |

## Mecz 2019
Złotka wystąpiły kolejny raz 6 lat później, 21 września 2019, występując w meczu towarzyszącym imprezie Amica Cup w Szamotułach. W spotkaniu, w którym rywalem była drużyna pracowników zakładów Amica wystąpiły: Małgorzata Niemczyk, Magdalena Śliwa, Izabela Bełcik, Maria Liktoras, Joanna Mirek, Natalia Bamber-Laskowska, Aleksandra Jagieło, Wiktoria Leśniewicz (córka Dominiki Leśniewicz). W rolę trenerki wcieliła się Katarzyna Skowrońska-Dolata.